# 朱節 (嘉靖進士)
朱節（1491年—？年），字全甫（全夫），南直隶蘇州府吴縣人，明朝政治人物。

## 生平
治《詩經》，正德十四年（1519年）應天府鄉試第十二名舉人，年三十三歲中式嘉靖二年（1523年）癸未科會試第二百八名，第三甲第二百五十三名進士。嘉靖十一年任广东肇庆府知府。

## 家族
曾祖朱璐。祖父朱浚。父朱仟。母陳氏。重庆下。兄朱鴻漸，進士；弟坤、恒漸、臨、随、既濟。